# الضريفة (دوعن)
'

تعديل مصدري - تعديل

الضريفة هي إحدى قرى عزلة صيف بمديرية دوعن التابعة لمحافظة حضرموت، بلغ تعداد سكانها 14 نسمة حسب تعداد اليمن لعام 2004.